# Michael Conrad von Heydendorff der Ältere
Michael Conrad von Heydendorff der Ältere (auch Michael Conrad Edler von Heydendorff; * 26. November 1730 in Mediasch; † 9. November 1821 ebenda) war ein Chronist, Historiker und Bürgermeister in Siebenbürgen.

## Leben
Conrad von Heydendorff stammte aus einer Familie die bereits mehrere Staatsdiener und Bürgermeister hervorgebracht hatte. Sein Großvater Samuel Conrad wurde als Edler von Heydendorff in den erblichen Adelstand erhoben. Er war wie der Vater Daniel Bürgermeister von Mediasch. Conrad von Heydendorff ging am 11. Juni 1750, nach absolviertem Studium, ebenfalls in den Staatsdienst beim Gubernium. Später wandte er sich der Verwaltung seiner Heimatstadt zu und wurde dort 1775 Senator. Von 1777 bis 1784 wirkte er dort als Königsrichter, 1786 erfolgte die Ernennung zum Wirklichen kaiserlichen Appellationsrat. Auch war er als Notar tätig.
Conrad von Heydendorff war von 1790 bis 1798 und nochmals von 1805 bis 1821 Bürgermeister seiner Heimatstadt und zugleich war er Mitglied der Sächsischen Nationsuniversität in Siebenbürgen sowie des Siebenbürgischen Landtags.
Conrad von Heydendorff verfasste eine Autobiografie, die etwa 900 Druckseiten umfasste und als wertvolle Quelle für die Aufarbeitung der regionalen Geschichte gilt. Die Veröffentlichung wurde von Rudolf Theil 1876 bis 1883 im Archiv des Vereins für siebenbürgische Landeskunde vorgenommen.

## Ehrungen
- 1790 Kaiserlicher Rat
- 1817 Ritter des Österreichisch-kaiserlichen Leopold-Ordens